# Попандопуло, Авенир Николаевич
Авени́р Никола́евич Попандо́пуло (1 мая 1920, Холм, ныне Калининская область — 24 мая 1988, Ленинград) — советский шахматный композитор; международный мастер (1984) и международный арбитр (1965) по шахматной композиции. Доктор технических наук, профессор. По национальности — грек.

## Биография
Окончил Ленинградский политехнический институт в 1956 году
С 1937 опубликовал 280 задач, преимущественно многоходовки. Финалист 11 личных чемпионатов СССР (1955—1987). Чемпион СССР по разделу многоходовок (5-й чемпионат, 1959), бронзовый призёр 7-го (1965), 8-го (1967) и 10-го (1971) чемпионатов. Победитель чемпионатов РСФСР (1967) и Ленинграда (6 раз). На конкурсах удостоен 160 отличий, в том числе 80 призов (28 первых). Любимые мотивы многоходовок Попандопуло — систематическое движение фигур, повторение идеи в ряде вариантов.
Умер в 1988 году. Похоронен на Южном кладбище.

## Задачи
|   | a | b | c | d | e | f | g | h |   |
| - | --- | --- | --- | --- | --- | --- | --- | --- | - |
| 8 | g8 белый слон · b7 чёрный ферзь · d7 чёрная ладья · g7 чёрная пешка · a6 чёрный конь · b6 чёрный слон · c6 чёрная пешка · h6 чёрная ладья · a5 белая пешка · b5 белая пешка · e5 чёрная пешка · b4 белая пешка · d4 чёрный король · g4 белая пешка · c3 белый конь · e3 чёрная пешка · g3 белая пешка · h3 белая пешка · a2 белый конь · e2 белый король · a1 белый слон | g8 белый слон · b7 чёрный ферзь · d7 чёрная ладья · g7 чёрная пешка · a6 чёрный конь · b6 чёрный слон · c6 чёрная пешка · h6 чёрная ладья · a5 белая пешка · b5 белая пешка · e5 чёрная пешка · b4 белая пешка · d4 чёрный король · g4 белая пешка · c3 белый конь · e3 чёрная пешка · g3 белая пешка · h3 белая пешка · a2 белый конь · e2 белый король · a1 белый слон | g8 белый слон · b7 чёрный ферзь · d7 чёрная ладья · g7 чёрная пешка · a6 чёрный конь · b6 чёрный слон · c6 чёрная пешка · h6 чёрная ладья · a5 белая пешка · b5 белая пешка · e5 чёрная пешка · b4 белая пешка · d4 чёрный король · g4 белая пешка · c3 белый конь · e3 чёрная пешка · g3 белая пешка · h3 белая пешка · a2 белый конь · e2 белый король · a1 белый слон | g8 белый слон · b7 чёрный ферзь · d7 чёрная ладья · g7 чёрная пешка · a6 чёрный конь · b6 чёрный слон · c6 чёрная пешка · h6 чёрная ладья · a5 белая пешка · b5 белая пешка · e5 чёрная пешка · b4 белая пешка · d4 чёрный король · g4 белая пешка · c3 белый конь · e3 чёрная пешка · g3 белая пешка · h3 белая пешка · a2 белый конь · e2 белый король · a1 белый слон | g8 белый слон · b7 чёрный ферзь · d7 чёрная ладья · g7 чёрная пешка · a6 чёрный конь · b6 чёрный слон · c6 чёрная пешка · h6 чёрная ладья · a5 белая пешка · b5 белая пешка · e5 чёрная пешка · b4 белая пешка · d4 чёрный король · g4 белая пешка · c3 белый конь · e3 чёрная пешка · g3 белая пешка · h3 белая пешка · a2 белый конь · e2 белый король · a1 белый слон | g8 белый слон · b7 чёрный ферзь · d7 чёрная ладья · g7 чёрная пешка · a6 чёрный конь · b6 чёрный слон · c6 чёрная пешка · h6 чёрная ладья · a5 белая пешка · b5 белая пешка · e5 чёрная пешка · b4 белая пешка · d4 чёрный король · g4 белая пешка · c3 белый конь · e3 чёрная пешка · g3 белая пешка · h3 белая пешка · a2 белый конь · e2 белый король · a1 белый слон | g8 белый слон · b7 чёрный ферзь · d7 чёрная ладья · g7 чёрная пешка · a6 чёрный конь · b6 чёрный слон · c6 чёрная пешка · h6 чёрная ладья · a5 белая пешка · b5 белая пешка · e5 чёрная пешка · b4 белая пешка · d4 чёрный король · g4 белая пешка · c3 белый конь · e3 чёрная пешка · g3 белая пешка · h3 белая пешка · a2 белый конь · e2 белый король · a1 белый слон | g8 белый слон · b7 чёрный ферзь · d7 чёрная ладья · g7 чёрная пешка · a6 чёрный конь · b6 чёрный слон · c6 чёрная пешка · h6 чёрная ладья · a5 белая пешка · b5 белая пешка · e5 чёрная пешка · b4 белая пешка · d4 чёрный король · g4 белая пешка · c3 белый конь · e3 чёрная пешка · g3 белая пешка · h3 белая пешка · a2 белый конь · e2 белый король · a1 белый слон | 8 |
| 7 | g8 белый слон · b7 чёрный ферзь · d7 чёрная ладья · g7 чёрная пешка · a6 чёрный конь · b6 чёрный слон · c6 чёрная пешка · h6 чёрная ладья · a5 белая пешка · b5 белая пешка · e5 чёрная пешка · b4 белая пешка · d4 чёрный король · g4 белая пешка · c3 белый конь · e3 чёрная пешка · g3 белая пешка · h3 белая пешка · a2 белый конь · e2 белый король · a1 белый слон | g8 белый слон · b7 чёрный ферзь · d7 чёрная ладья · g7 чёрная пешка · a6 чёрный конь · b6 чёрный слон · c6 чёрная пешка · h6 чёрная ладья · a5 белая пешка · b5 белая пешка · e5 чёрная пешка · b4 белая пешка · d4 чёрный король · g4 белая пешка · c3 белый конь · e3 чёрная пешка · g3 белая пешка · h3 белая пешка · a2 белый конь · e2 белый король · a1 белый слон | g8 белый слон · b7 чёрный ферзь · d7 чёрная ладья · g7 чёрная пешка · a6 чёрный конь · b6 чёрный слон · c6 чёрная пешка · h6 чёрная ладья · a5 белая пешка · b5 белая пешка · e5 чёрная пешка · b4 белая пешка · d4 чёрный король · g4 белая пешка · c3 белый конь · e3 чёрная пешка · g3 белая пешка · h3 белая пешка · a2 белый конь · e2 белый король · a1 белый слон | g8 белый слон · b7 чёрный ферзь · d7 чёрная ладья · g7 чёрная пешка · a6 чёрный конь · b6 чёрный слон · c6 чёрная пешка · h6 чёрная ладья · a5 белая пешка · b5 белая пешка · e5 чёрная пешка · b4 белая пешка · d4 чёрный король · g4 белая пешка · c3 белый конь · e3 чёрная пешка · g3 белая пешка · h3 белая пешка · a2 белый конь · e2 белый король · a1 белый слон | g8 белый слон · b7 чёрный ферзь · d7 чёрная ладья · g7 чёрная пешка · a6 чёрный конь · b6 чёрный слон · c6 чёрная пешка · h6 чёрная ладья · a5 белая пешка · b5 белая пешка · e5 чёрная пешка · b4 белая пешка · d4 чёрный король · g4 белая пешка · c3 белый конь · e3 чёрная пешка · g3 белая пешка · h3 белая пешка · a2 белый конь · e2 белый король · a1 белый слон | g8 белый слон · b7 чёрный ферзь · d7 чёрная ладья · g7 чёрная пешка · a6 чёрный конь · b6 чёрный слон · c6 чёрная пешка · h6 чёрная ладья · a5 белая пешка · b5 белая пешка · e5 чёрная пешка · b4 белая пешка · d4 чёрный король · g4 белая пешка · c3 белый конь · e3 чёрная пешка · g3 белая пешка · h3 белая пешка · a2 белый конь · e2 белый король · a1 белый слон | g8 белый слон · b7 чёрный ферзь · d7 чёрная ладья · g7 чёрная пешка · a6 чёрный конь · b6 чёрный слон · c6 чёрная пешка · h6 чёрная ладья · a5 белая пешка · b5 белая пешка · e5 чёрная пешка · b4 белая пешка · d4 чёрный король · g4 белая пешка · c3 белый конь · e3 чёрная пешка · g3 белая пешка · h3 белая пешка · a2 белый конь · e2 белый король · a1 белый слон | g8 белый слон · b7 чёрный ферзь · d7 чёрная ладья · g7 чёрная пешка · a6 чёрный конь · b6 чёрный слон · c6 чёрная пешка · h6 чёрная ладья · a5 белая пешка · b5 белая пешка · e5 чёрная пешка · b4 белая пешка · d4 чёрный король · g4 белая пешка · c3 белый конь · e3 чёрная пешка · g3 белая пешка · h3 белая пешка · a2 белый конь · e2 белый король · a1 белый слон | 7 |
| 6 | g8 белый слон · b7 чёрный ферзь · d7 чёрная ладья · g7 чёрная пешка · a6 чёрный конь · b6 чёрный слон · c6 чёрная пешка · h6 чёрная ладья · a5 белая пешка · b5 белая пешка · e5 чёрная пешка · b4 белая пешка · d4 чёрный король · g4 белая пешка · c3 белый конь · e3 чёрная пешка · g3 белая пешка · h3 белая пешка · a2 белый конь · e2 белый король · a1 белый слон | g8 белый слон · b7 чёрный ферзь · d7 чёрная ладья · g7 чёрная пешка · a6 чёрный конь · b6 чёрный слон · c6 чёрная пешка · h6 чёрная ладья · a5 белая пешка · b5 белая пешка · e5 чёрная пешка · b4 белая пешка · d4 чёрный король · g4 белая пешка · c3 белый конь · e3 чёрная пешка · g3 белая пешка · h3 белая пешка · a2 белый конь · e2 белый король · a1 белый слон | g8 белый слон · b7 чёрный ферзь · d7 чёрная ладья · g7 чёрная пешка · a6 чёрный конь · b6 чёрный слон · c6 чёрная пешка · h6 чёрная ладья · a5 белая пешка · b5 белая пешка · e5 чёрная пешка · b4 белая пешка · d4 чёрный король · g4 белая пешка · c3 белый конь · e3 чёрная пешка · g3 белая пешка · h3 белая пешка · a2 белый конь · e2 белый король · a1 белый слон | g8 белый слон · b7 чёрный ферзь · d7 чёрная ладья · g7 чёрная пешка · a6 чёрный конь · b6 чёрный слон · c6 чёрная пешка · h6 чёрная ладья · a5 белая пешка · b5 белая пешка · e5 чёрная пешка · b4 белая пешка · d4 чёрный король · g4 белая пешка · c3 белый конь · e3 чёрная пешка · g3 белая пешка · h3 белая пешка · a2 белый конь · e2 белый король · a1 белый слон | g8 белый слон · b7 чёрный ферзь · d7 чёрная ладья · g7 чёрная пешка · a6 чёрный конь · b6 чёрный слон · c6 чёрная пешка · h6 чёрная ладья · a5 белая пешка · b5 белая пешка · e5 чёрная пешка · b4 белая пешка · d4 чёрный король · g4 белая пешка · c3 белый конь · e3 чёрная пешка · g3 белая пешка · h3 белая пешка · a2 белый конь · e2 белый король · a1 белый слон | g8 белый слон · b7 чёрный ферзь · d7 чёрная ладья · g7 чёрная пешка · a6 чёрный конь · b6 чёрный слон · c6 чёрная пешка · h6 чёрная ладья · a5 белая пешка · b5 белая пешка · e5 чёрная пешка · b4 белая пешка · d4 чёрный король · g4 белая пешка · c3 белый конь · e3 чёрная пешка · g3 белая пешка · h3 белая пешка · a2 белый конь · e2 белый король · a1 белый слон | g8 белый слон · b7 чёрный ферзь · d7 чёрная ладья · g7 чёрная пешка · a6 чёрный конь · b6 чёрный слон · c6 чёрная пешка · h6 чёрная ладья · a5 белая пешка · b5 белая пешка · e5 чёрная пешка · b4 белая пешка · d4 чёрный король · g4 белая пешка · c3 белый конь · e3 чёрная пешка · g3 белая пешка · h3 белая пешка · a2 белый конь · e2 белый король · a1 белый слон | g8 белый слон · b7 чёрный ферзь · d7 чёрная ладья · g7 чёрная пешка · a6 чёрный конь · b6 чёрный слон · c6 чёрная пешка · h6 чёрная ладья · a5 белая пешка · b5 белая пешка · e5 чёрная пешка · b4 белая пешка · d4 чёрный король · g4 белая пешка · c3 белый конь · e3 чёрная пешка · g3 белая пешка · h3 белая пешка · a2 белый конь · e2 белый король · a1 белый слон | 6 |
| 5 | g8 белый слон · b7 чёрный ферзь · d7 чёрная ладья · g7 чёрная пешка · a6 чёрный конь · b6 чёрный слон · c6 чёрная пешка · h6 чёрная ладья · a5 белая пешка · b5 белая пешка · e5 чёрная пешка · b4 белая пешка · d4 чёрный король · g4 белая пешка · c3 белый конь · e3 чёрная пешка · g3 белая пешка · h3 белая пешка · a2 белый конь · e2 белый король · a1 белый слон | g8 белый слон · b7 чёрный ферзь · d7 чёрная ладья · g7 чёрная пешка · a6 чёрный конь · b6 чёрный слон · c6 чёрная пешка · h6 чёрная ладья · a5 белая пешка · b5 белая пешка · e5 чёрная пешка · b4 белая пешка · d4 чёрный король · g4 белая пешка · c3 белый конь · e3 чёрная пешка · g3 белая пешка · h3 белая пешка · a2 белый конь · e2 белый король · a1 белый слон | g8 белый слон · b7 чёрный ферзь · d7 чёрная ладья · g7 чёрная пешка · a6 чёрный конь · b6 чёрный слон · c6 чёрная пешка · h6 чёрная ладья · a5 белая пешка · b5 белая пешка · e5 чёрная пешка · b4 белая пешка · d4 чёрный король · g4 белая пешка · c3 белый конь · e3 чёрная пешка · g3 белая пешка · h3 белая пешка · a2 белый конь · e2 белый король · a1 белый слон | g8 белый слон · b7 чёрный ферзь · d7 чёрная ладья · g7 чёрная пешка · a6 чёрный конь · b6 чёрный слон · c6 чёрная пешка · h6 чёрная ладья · a5 белая пешка · b5 белая пешка · e5 чёрная пешка · b4 белая пешка · d4 чёрный король · g4 белая пешка · c3 белый конь · e3 чёрная пешка · g3 белая пешка · h3 белая пешка · a2 белый конь · e2 белый король · a1 белый слон | g8 белый слон · b7 чёрный ферзь · d7 чёрная ладья · g7 чёрная пешка · a6 чёрный конь · b6 чёрный слон · c6 чёрная пешка · h6 чёрная ладья · a5 белая пешка · b5 белая пешка · e5 чёрная пешка · b4 белая пешка · d4 чёрный король · g4 белая пешка · c3 белый конь · e3 чёрная пешка · g3 белая пешка · h3 белая пешка · a2 белый конь · e2 белый король · a1 белый слон | g8 белый слон · b7 чёрный ферзь · d7 чёрная ладья · g7 чёрная пешка · a6 чёрный конь · b6 чёрный слон · c6 чёрная пешка · h6 чёрная ладья · a5 белая пешка · b5 белая пешка · e5 чёрная пешка · b4 белая пешка · d4 чёрный король · g4 белая пешка · c3 белый конь · e3 чёрная пешка · g3 белая пешка · h3 белая пешка · a2 белый конь · e2 белый король · a1 белый слон | g8 белый слон · b7 чёрный ферзь · d7 чёрная ладья · g7 чёрная пешка · a6 чёрный конь · b6 чёрный слон · c6 чёрная пешка · h6 чёрная ладья · a5 белая пешка · b5 белая пешка · e5 чёрная пешка · b4 белая пешка · d4 чёрный король · g4 белая пешка · c3 белый конь · e3 чёрная пешка · g3 белая пешка · h3 белая пешка · a2 белый конь · e2 белый король · a1 белый слон | g8 белый слон · b7 чёрный ферзь · d7 чёрная ладья · g7 чёрная пешка · a6 чёрный конь · b6 чёрный слон · c6 чёрная пешка · h6 чёрная ладья · a5 белая пешка · b5 белая пешка · e5 чёрная пешка · b4 белая пешка · d4 чёрный король · g4 белая пешка · c3 белый конь · e3 чёрная пешка · g3 белая пешка · h3 белая пешка · a2 белый конь · e2 белый король · a1 белый слон | 5 |
| 4 | g8 белый слон · b7 чёрный ферзь · d7 чёрная ладья · g7 чёрная пешка · a6 чёрный конь · b6 чёрный слон · c6 чёрная пешка · h6 чёрная ладья · a5 белая пешка · b5 белая пешка · e5 чёрная пешка · b4 белая пешка · d4 чёрный король · g4 белая пешка · c3 белый конь · e3 чёрная пешка · g3 белая пешка · h3 белая пешка · a2 белый конь · e2 белый король · a1 белый слон | g8 белый слон · b7 чёрный ферзь · d7 чёрная ладья · g7 чёрная пешка · a6 чёрный конь · b6 чёрный слон · c6 чёрная пешка · h6 чёрная ладья · a5 белая пешка · b5 белая пешка · e5 чёрная пешка · b4 белая пешка · d4 чёрный король · g4 белая пешка · c3 белый конь · e3 чёрная пешка · g3 белая пешка · h3 белая пешка · a2 белый конь · e2 белый король · a1 белый слон | g8 белый слон · b7 чёрный ферзь · d7 чёрная ладья · g7 чёрная пешка · a6 чёрный конь · b6 чёрный слон · c6 чёрная пешка · h6 чёрная ладья · a5 белая пешка · b5 белая пешка · e5 чёрная пешка · b4 белая пешка · d4 чёрный король · g4 белая пешка · c3 белый конь · e3 чёрная пешка · g3 белая пешка · h3 белая пешка · a2 белый конь · e2 белый король · a1 белый слон | g8 белый слон · b7 чёрный ферзь · d7 чёрная ладья · g7 чёрная пешка · a6 чёрный конь · b6 чёрный слон · c6 чёрная пешка · h6 чёрная ладья · a5 белая пешка · b5 белая пешка · e5 чёрная пешка · b4 белая пешка · d4 чёрный король · g4 белая пешка · c3 белый конь · e3 чёрная пешка · g3 белая пешка · h3 белая пешка · a2 белый конь · e2 белый король · a1 белый слон | g8 белый слон · b7 чёрный ферзь · d7 чёрная ладья · g7 чёрная пешка · a6 чёрный конь · b6 чёрный слон · c6 чёрная пешка · h6 чёрная ладья · a5 белая пешка · b5 белая пешка · e5 чёрная пешка · b4 белая пешка · d4 чёрный король · g4 белая пешка · c3 белый конь · e3 чёрная пешка · g3 белая пешка · h3 белая пешка · a2 белый конь · e2 белый король · a1 белый слон | g8 белый слон · b7 чёрный ферзь · d7 чёрная ладья · g7 чёрная пешка · a6 чёрный конь · b6 чёрный слон · c6 чёрная пешка · h6 чёрная ладья · a5 белая пешка · b5 белая пешка · e5 чёрная пешка · b4 белая пешка · d4 чёрный король · g4 белая пешка · c3 белый конь · e3 чёрная пешка · g3 белая пешка · h3 белая пешка · a2 белый конь · e2 белый король · a1 белый слон | g8 белый слон · b7 чёрный ферзь · d7 чёрная ладья · g7 чёрная пешка · a6 чёрный конь · b6 чёрный слон · c6 чёрная пешка · h6 чёрная ладья · a5 белая пешка · b5 белая пешка · e5 чёрная пешка · b4 белая пешка · d4 чёрный король · g4 белая пешка · c3 белый конь · e3 чёрная пешка · g3 белая пешка · h3 белая пешка · a2 белый конь · e2 белый король · a1 белый слон | g8 белый слон · b7 чёрный ферзь · d7 чёрная ладья · g7 чёрная пешка · a6 чёрный конь · b6 чёрный слон · c6 чёрная пешка · h6 чёрная ладья · a5 белая пешка · b5 белая пешка · e5 чёрная пешка · b4 белая пешка · d4 чёрный король · g4 белая пешка · c3 белый конь · e3 чёрная пешка · g3 белая пешка · h3 белая пешка · a2 белый конь · e2 белый король · a1 белый слон | 4 |
| 3 | g8 белый слон · b7 чёрный ферзь · d7 чёрная ладья · g7 чёрная пешка · a6 чёрный конь · b6 чёрный слон · c6 чёрная пешка · h6 чёрная ладья · a5 белая пешка · b5 белая пешка · e5 чёрная пешка · b4 белая пешка · d4 чёрный король · g4 белая пешка · c3 белый конь · e3 чёрная пешка · g3 белая пешка · h3 белая пешка · a2 белый конь · e2 белый король · a1 белый слон | g8 белый слон · b7 чёрный ферзь · d7 чёрная ладья · g7 чёрная пешка · a6 чёрный конь · b6 чёрный слон · c6 чёрная пешка · h6 чёрная ладья · a5 белая пешка · b5 белая пешка · e5 чёрная пешка · b4 белая пешка · d4 чёрный король · g4 белая пешка · c3 белый конь · e3 чёрная пешка · g3 белая пешка · h3 белая пешка · a2 белый конь · e2 белый король · a1 белый слон | g8 белый слон · b7 чёрный ферзь · d7 чёрная ладья · g7 чёрная пешка · a6 чёрный конь · b6 чёрный слон · c6 чёрная пешка · h6 чёрная ладья · a5 белая пешка · b5 белая пешка · e5 чёрная пешка · b4 белая пешка · d4 чёрный король · g4 белая пешка · c3 белый конь · e3 чёрная пешка · g3 белая пешка · h3 белая пешка · a2 белый конь · e2 белый король · a1 белый слон | g8 белый слон · b7 чёрный ферзь · d7 чёрная ладья · g7 чёрная пешка · a6 чёрный конь · b6 чёрный слон · c6 чёрная пешка · h6 чёрная ладья · a5 белая пешка · b5 белая пешка · e5 чёрная пешка · b4 белая пешка · d4 чёрный король · g4 белая пешка · c3 белый конь · e3 чёрная пешка · g3 белая пешка · h3 белая пешка · a2 белый конь · e2 белый король · a1 белый слон | g8 белый слон · b7 чёрный ферзь · d7 чёрная ладья · g7 чёрная пешка · a6 чёрный конь · b6 чёрный слон · c6 чёрная пешка · h6 чёрная ладья · a5 белая пешка · b5 белая пешка · e5 чёрная пешка · b4 белая пешка · d4 чёрный король · g4 белая пешка · c3 белый конь · e3 чёрная пешка · g3 белая пешка · h3 белая пешка · a2 белый конь · e2 белый король · a1 белый слон | g8 белый слон · b7 чёрный ферзь · d7 чёрная ладья · g7 чёрная пешка · a6 чёрный конь · b6 чёрный слон · c6 чёрная пешка · h6 чёрная ладья · a5 белая пешка · b5 белая пешка · e5 чёрная пешка · b4 белая пешка · d4 чёрный король · g4 белая пешка · c3 белый конь · e3 чёрная пешка · g3 белая пешка · h3 белая пешка · a2 белый конь · e2 белый король · a1 белый слон | g8 белый слон · b7 чёрный ферзь · d7 чёрная ладья · g7 чёрная пешка · a6 чёрный конь · b6 чёрный слон · c6 чёрная пешка · h6 чёрная ладья · a5 белая пешка · b5 белая пешка · e5 чёрная пешка · b4 белая пешка · d4 чёрный король · g4 белая пешка · c3 белый конь · e3 чёрная пешка · g3 белая пешка · h3 белая пешка · a2 белый конь · e2 белый король · a1 белый слон | g8 белый слон · b7 чёрный ферзь · d7 чёрная ладья · g7 чёрная пешка · a6 чёрный конь · b6 чёрный слон · c6 чёрная пешка · h6 чёрная ладья · a5 белая пешка · b5 белая пешка · e5 чёрная пешка · b4 белая пешка · d4 чёрный король · g4 белая пешка · c3 белый конь · e3 чёрная пешка · g3 белая пешка · h3 белая пешка · a2 белый конь · e2 белый король · a1 белый слон | 3 |
| 2 | g8 белый слон · b7 чёрный ферзь · d7 чёрная ладья · g7 чёрная пешка · a6 чёрный конь · b6 чёрный слон · c6 чёрная пешка · h6 чёрная ладья · a5 белая пешка · b5 белая пешка · e5 чёрная пешка · b4 белая пешка · d4 чёрный король · g4 белая пешка · c3 белый конь · e3 чёрная пешка · g3 белая пешка · h3 белая пешка · a2 белый конь · e2 белый король · a1 белый слон | g8 белый слон · b7 чёрный ферзь · d7 чёрная ладья · g7 чёрная пешка · a6 чёрный конь · b6 чёрный слон · c6 чёрная пешка · h6 чёрная ладья · a5 белая пешка · b5 белая пешка · e5 чёрная пешка · b4 белая пешка · d4 чёрный король · g4 белая пешка · c3 белый конь · e3 чёрная пешка · g3 белая пешка · h3 белая пешка · a2 белый конь · e2 белый король · a1 белый слон | g8 белый слон · b7 чёрный ферзь · d7 чёрная ладья · g7 чёрная пешка · a6 чёрный конь · b6 чёрный слон · c6 чёрная пешка · h6 чёрная ладья · a5 белая пешка · b5 белая пешка · e5 чёрная пешка · b4 белая пешка · d4 чёрный король · g4 белая пешка · c3 белый конь · e3 чёрная пешка · g3 белая пешка · h3 белая пешка · a2 белый конь · e2 белый король · a1 белый слон | g8 белый слон · b7 чёрный ферзь · d7 чёрная ладья · g7 чёрная пешка · a6 чёрный конь · b6 чёрный слон · c6 чёрная пешка · h6 чёрная ладья · a5 белая пешка · b5 белая пешка · e5 чёрная пешка · b4 белая пешка · d4 чёрный король · g4 белая пешка · c3 белый конь · e3 чёрная пешка · g3 белая пешка · h3 белая пешка · a2 белый конь · e2 белый король · a1 белый слон | g8 белый слон · b7 чёрный ферзь · d7 чёрная ладья · g7 чёрная пешка · a6 чёрный конь · b6 чёрный слон · c6 чёрная пешка · h6 чёрная ладья · a5 белая пешка · b5 белая пешка · e5 чёрная пешка · b4 белая пешка · d4 чёрный король · g4 белая пешка · c3 белый конь · e3 чёрная пешка · g3 белая пешка · h3 белая пешка · a2 белый конь · e2 белый король · a1 белый слон | g8 белый слон · b7 чёрный ферзь · d7 чёрная ладья · g7 чёрная пешка · a6 чёрный конь · b6 чёрный слон · c6 чёрная пешка · h6 чёрная ладья · a5 белая пешка · b5 белая пешка · e5 чёрная пешка · b4 белая пешка · d4 чёрный король · g4 белая пешка · c3 белый конь · e3 чёрная пешка · g3 белая пешка · h3 белая пешка · a2 белый конь · e2 белый король · a1 белый слон | g8 белый слон · b7 чёрный ферзь · d7 чёрная ладья · g7 чёрная пешка · a6 чёрный конь · b6 чёрный слон · c6 чёрная пешка · h6 чёрная ладья · a5 белая пешка · b5 белая пешка · e5 чёрная пешка · b4 белая пешка · d4 чёрный король · g4 белая пешка · c3 белый конь · e3 чёрная пешка · g3 белая пешка · h3 белая пешка · a2 белый конь · e2 белый король · a1 белый слон | g8 белый слон · b7 чёрный ферзь · d7 чёрная ладья · g7 чёрная пешка · a6 чёрный конь · b6 чёрный слон · c6 чёрная пешка · h6 чёрная ладья · a5 белая пешка · b5 белая пешка · e5 чёрная пешка · b4 белая пешка · d4 чёрный король · g4 белая пешка · c3 белый конь · e3 чёрная пешка · g3 белая пешка · h3 белая пешка · a2 белый конь · e2 белый король · a1 белый слон | 2 |
| 1 | g8 белый слон · b7 чёрный ферзь · d7 чёрная ладья · g7 чёрная пешка · a6 чёрный конь · b6 чёрный слон · c6 чёрная пешка · h6 чёрная ладья · a5 белая пешка · b5 белая пешка · e5 чёрная пешка · b4 белая пешка · d4 чёрный король · g4 белая пешка · c3 белый конь · e3 чёрная пешка · g3 белая пешка · h3 белая пешка · a2 белый конь · e2 белый король · a1 белый слон | g8 белый слон · b7 чёрный ферзь · d7 чёрная ладья · g7 чёрная пешка · a6 чёрный конь · b6 чёрный слон · c6 чёрная пешка · h6 чёрная ладья · a5 белая пешка · b5 белая пешка · e5 чёрная пешка · b4 белая пешка · d4 чёрный король · g4 белая пешка · c3 белый конь · e3 чёрная пешка · g3 белая пешка · h3 белая пешка · a2 белый конь · e2 белый король · a1 белый слон | g8 белый слон · b7 чёрный ферзь · d7 чёрная ладья · g7 чёрная пешка · a6 чёрный конь · b6 чёрный слон · c6 чёрная пешка · h6 чёрная ладья · a5 белая пешка · b5 белая пешка · e5 чёрная пешка · b4 белая пешка · d4 чёрный король · g4 белая пешка · c3 белый конь · e3 чёрная пешка · g3 белая пешка · h3 белая пешка · a2 белый конь · e2 белый король · a1 белый слон | g8 белый слон · b7 чёрный ферзь · d7 чёрная ладья · g7 чёрная пешка · a6 чёрный конь · b6 чёрный слон · c6 чёрная пешка · h6 чёрная ладья · a5 белая пешка · b5 белая пешка · e5 чёрная пешка · b4 белая пешка · d4 чёрный король · g4 белая пешка · c3 белый конь · e3 чёрная пешка · g3 белая пешка · h3 белая пешка · a2 белый конь · e2 белый король · a1 белый слон | g8 белый слон · b7 чёрный ферзь · d7 чёрная ладья · g7 чёрная пешка · a6 чёрный конь · b6 чёрный слон · c6 чёрная пешка · h6 чёрная ладья · a5 белая пешка · b5 белая пешка · e5 чёрная пешка · b4 белая пешка · d4 чёрный король · g4 белая пешка · c3 белый конь · e3 чёрная пешка · g3 белая пешка · h3 белая пешка · a2 белый конь · e2 белый король · a1 белый слон | g8 белый слон · b7 чёрный ферзь · d7 чёрная ладья · g7 чёрная пешка · a6 чёрный конь · b6 чёрный слон · c6 чёрная пешка · h6 чёрная ладья · a5 белая пешка · b5 белая пешка · e5 чёрная пешка · b4 белая пешка · d4 чёрный король · g4 белая пешка · c3 белый конь · e3 чёрная пешка · g3 белая пешка · h3 белая пешка · a2 белый конь · e2 белый король · a1 белый слон | g8 белый слон · b7 чёрный ферзь · d7 чёрная ладья · g7 чёрная пешка · a6 чёрный конь · b6 чёрный слон · c6 чёрная пешка · h6 чёрная ладья · a5 белая пешка · b5 белая пешка · e5 чёрная пешка · b4 белая пешка · d4 чёрный король · g4 белая пешка · c3 белый конь · e3 чёрная пешка · g3 белая пешка · h3 белая пешка · a2 белый конь · e2 белый король · a1 белый слон | g8 белый слон · b7 чёрный ферзь · d7 чёрная ладья · g7 чёрная пешка · a6 чёрный конь · b6 чёрный слон · c6 чёрная пешка · h6 чёрная ладья · a5 белая пешка · b5 белая пешка · e5 чёрная пешка · b4 белая пешка · d4 чёрный король · g4 белая пешка · c3 белый конь · e3 чёрная пешка · g3 белая пешка · h3 белая пешка · a2 белый конь · e2 белый король · a1 белый слон | 1 |
|   | a | b | c | d | e | f | g | h |   |

Попытки форсировать игру путём 1.Кb1 (d1, a4, d5)+? не приводят к цели, так как «прицельные пункты» d2, f2, c5 и f6 защищены чёрными дважды. 

1.Сb3! (~ 2.ba и 3.Kb5++) 

1…Лf7 2.Кb1+ Крe4 3.Кd2+! ed 4.Кc3+ Крd4 5.Кb1+ Крe4 6.К:d2# 

1…c5 2.Кd1+ Крe4 3.Кf2+! ef 4.Кc3+ Крd4 5.Кd1+ Крe4 6.К:f2# 

1…K:b4 2.Кa4+ Крe4 3.Кc5+! C:c5 4.Кc3+ Крd4 5.Кa4+ Крe4 6.К:c5# 

1…Лh3 2.Кd5+ Крe4 3.Кf6+! gf 4.Кc3+ Крd4 5.Кd5+ Крe4 6.К:f6#
Эта последовательная игра батарей называется механизмом Попандопуло.

## Книги
- Избранные композиции, М., 1985 (соавтор).